# Bumin kagan
Bumin kagan ([𐰉𐰆𐰢𐰣:𐰴𐰍𐰣] Napaka: {{Jezik-xx}}: transliteration text not Latin script (pos $1) (pomoč), znan tudi kot Ilig kagan (kitajsko: 伊利可汗; pinjin: Yīlì Kèhán; Wade–Giles: i-li k'o-han) ali Jamï kagan ([𐰖𐰢𐰃:𐰴𐰍𐰣] Napaka: {{Jezik-xx}}: transliteration text not Latin script (pos $1) (pomoč)) je bil ustanovitelj Prvega turškega kaganata, * ni znano, † 552. 
Bil je najstarejši sin Ašina Tuvuja (吐務 / 吐务) in poglavar Turkov pod suverenostjo Rouranskega kaganata. Omenjen je tudi kot tumen Rouranskega kaganata, poveljnik enote 10.000 vojakov (tumen).

## Zgodnje življenje in vladanje
Po pisanju Zgodovine severnih dinastij in Zizhi Tongjian se je začelo Buminovo pleme leta 545  dvigovati in pogosto napadati  zahodno mejo Veija. Kancler Zahodnega Veija Juven Tai je poslal An Nuopanta (kitajsko: 安諾盤陀; pinjin: Nanai-Banda), Sogdijca iz Buhare, kot odposlanca k gokturškemu poglavarju Buminu, da bi vzpostavil trgovinske odnose. Istega leta je Bumin zadušil upor plemen Tiele proti vladarjem  Rouranskega  kaganata. Po teh dogodkih se je Bumin čutil upravičenega zahtevati od Rourana princeso za svojo ženo. Rouranski kagan Anagui je njegovo zahtevo zavrnil in dodal: "Ti si moj kovaški suženj. Kako si sploh drzneš izgovoriti te besede?" Bumin se je razjezil, ubil Anaguijevega odposlanca in prekinil odnose z Rouranskim kaganatom. Anaguijeva žalitev s kovačem (kitajsko: 鍛奴 / 锻奴; pinjin: duàn nú; Wade–Giles: tuan-nu) je omenjena tudi v kitajskih kronikah. Nekateri viri navajajo, da so pripadniki Tujueja služili kot kovači rouranske elite in da  "kovaško suženjstvo" morda pomeni nekakšno vazalstvo, ki je obstajalo v rouranski družbi. Bumin je po tem incidentu postal vodja upora proti Rouranu. 
Leta 551 je Bumin zaprosil za princeso Zahodnega Veija. Juven Tai je prošnji ugodil in mu poslal Čangle (長樂公主), princeso Zahodnega Veija. Tisto leto, ko je umrl cesar Zahodnega Veija, je Bumin poslal v Vei delegacijo in darilo dvesto konj.
Vzpostavitev uradnih diplomatskih odnosov s Kitajsko je okrepil Buminovo avtoriteto med Turki. Sčasoma je združil lokalna turška plemena in odvrgel jarem rouranske nadvlade. Leta 552 je Buminova vojska premagala Anaguijeve sile na severu Huaihuanga, nato pa je Anagui naredil samomor. Po porazu nasprotnika se je Bumin razglasil za "Illig kagana" in svojo ženo naredil za kaghatun. Bumin in Istemi sta vladala po turških zakonih in jih nadgradila.
Bumin kagan je umrl nekaj mesecev potem, ko se je razglasil za Ilig kagana. 

## Družina
Bumin je v zakonu s princeso Čangle iz Zahodnega Veja imel vč otrok: 
- Ašina Keluo (阿史那科罗) - Isik kagan, vladal 	552–553
- Ašina Kidžin (阿史那俟斤) - Mukan kagan, vladal 553 – 572
- Taspar kagan, vladal 572 – 581
- Ašina Kutou (阿史那庫頭) - Ditou kagan, ki ga je Mukan kagan imenoval za manjšega kagana na vzhodu turškega imperija[17]
- Mahan Tigin - manjši kagan, ki ga je imenoval Taspar kagan[18]
- Rudan kagan (褥但可汗)[19]
  - Bori kagan (步離可汗) - manjši kagan ki ga je imenoval Taspar kaganan[19]

## Zapuščina
V zahodnem delu kaganata ga je nasledil mlajši brat Istemi, v vzhodnem delu pa sin Isik kagan. V manj kot stoletju se je kaganat razširil na večino Srednje Azije.